# Resolutie 342 Veiligheidsraad Verenigde Naties
Resolutie 342 van de Veiligheidsraad van de Verenigde Naties werd unaniem aangenomen op 11 december 1973. De Veiligheidsraad besloot dat de poging om overleg op touw te zetten teneinde op vreedzame wijze een einde te maken aan de Zuid-Afrikaanse bezetting van Zuidwest-Afrika vruchteloos bleef, en gaf deze piste op.

## Achtergrond
Zuid-Afrika had na de Eerste Wereldoorlog een mandaat gekregen om Zuidwest-Afrika, het huidige Namibië, te besturen. Daar kwam tegen de jaren zestig verzet tegen. Zeker nadat Zuid-Afrika een politiek van apartheid begon te voeren, kwam er ook internationaal verzet, en in 1968 beëindigde de Verenigde Naties het mandaat. Zuid-Afrika weigerde Namibië te verlaten en hun verdere aanwezigheid werd door de VN illegaal verklaard.
In december 1972 was in resolutie 323 aan de secretaris-generaal gevraagd de Zuid-Afrikaanse regering te verzoeken om duidelijkheid inzake de zelfbeschikking en onafhankelijkheid van Namibië. De volgende vragen werden aan Zuid-Afrika gesteld:
- Wat is Zuid-Afrika's beleid inzake de zelfbeschikking en onafhankelijkheid van Namibië?
- Wat is de samenstelling en functie van de adviesraad die Zuid-Afrika had opgezet voor Namibië?
- Zal de beperking van de bewegingsvrijheid worden opgeheven en vrijheid van politieke activiteit, meningsuiting en samenkomst worden toegestaan?
- Zal het thuislandenbeleid worden afgeschaft?

De antwoorden van Zuid-Afrika werden onvoldoende geacht. Op de belangrijkste eerste vraag was geen duidelijk antwoord gegeven. Het regime zag de zelfbeschikking en onafhankelijkheid binnen het kader van de thuislanden die het op dat moment aan het opzetten was, en die onder Zuid-Afrikaanse controle zouden blijven. Verdere gesprekken met Zuid-Afrika werden dan ook zinloos geacht.
De VN-Raad voor Namibië stelde dat het verderzetten van de contacten zou impliceren dat de Verenigde Naties het Zuid-Afrikaanse beleid aanvaardden, en was hier dan ook fel tegen. Men vond ook dat Zuid-Afrika de VN hiertoe probeerde te verleiden door onder meer te stellen dat het Namibische volk pas over tien jaar klaar zou zijn om te beslissen over onafhankelijkheid, wat betekende dat het zelfs dan nog steeds niet onafhankelijk zou zijn.

## Inhoud
De Veiligheidsraad herinnerde aan zijn eerdere resoluties 309, 319 en 323.
De Veiligheidsraad had ook het rapport van secretaris-generaal Kurt Waldheim in overweging genomen. Op basis van het rapport en de bijgevoegde documenten werd besloten om verdere inspanning op basis van resolutie 309 te staken.
Aan de secretaris-generaal werd gevraagd om de Veiligheidsraad op de hoogte te houden van belangrijke ontwikkelingen in de kwestie-Namibië.

## Verwante resoluties
- Resolutie 319 Veiligheidsraad Verenigde Naties
- Resolutie 323 Veiligheidsraad Verenigde Naties
- Resolutie 366 Veiligheidsraad Verenigde Naties
- Resolutie 385 Veiligheidsraad Verenigde Naties

Lijst ·  325 ·  326 ·  327 ·  328 ·  329 ·  330 ·  331 ·  332 ·  333 ·  334 ·  335 ·  336 ·  337 ·  338 ·  339 ·  340 ·  341 ·  342 ·  343 ·  344